# محمد فهمي عبد المجيد
محمد فهمي عبد المجيد مؤسس مستشفي المواساة الخيرية بالإسكندرية وهو والد الدكتور أحمد عصمت عبد المجيد الأمين العام السابق لجامعة الدول العربية. ولد بالإسكندرية في 7 سبتمبر 1890 وتوفي في 15 يناير 1943.

## تأسيسه لمستشفي المواساة "
بدأت فكرة إقامة المستشفي بإقامة عمارة المواساة في عام 1930 بتكاليف بلغت 40,000 جنيه بهدف تنمية ايرادات الجمعية لتسهم في تأدية خدماتها الإنسانية الجليلة، وبخاصة إنشاء مستشفي أهلي بمدينة الإسكندرية يخصص قسم كبير منه لمعالجة الفقراء مجانا
- قامت جمعية المواساة الإسلامية الخيرية بالدعاية وتدبير المال اللازم له، وقد نجح محمد فهمي عبد المجيد في إضافة نص إلي قانون الجمعية يقضي بأن يكون من ضمن أغراضها معالجة المرضي وتحقيقا لذلك أصدرت الجمعية العمومية للمواساة قرارا في اجتماعها المنعقد بتاريخ1929/10/27 بإضافة هذا النص لقانون الجمعية ومن هنا كان إنشاء عمارة المواساة والاستعانة بإيرادها في بناء مستشفي المواساة[6]
- صادف جهود محمد فهمي عبد المجيد العديد من الصعاب والعقبات لشراء قطعة أرض في المنطقة الواقعة بين محطة الشاطبي وشارع أبي قير، وتبلغ مساحتها 1850 م2 لبناء مستشفي المواساة، ولكن العقبات التي وضعت اجبرت الجمعية علي شراء قطعة الأرض الخلفية في 1931 /8/25
- نجحت جهود الجمعية في بناء المستشفي في نحو ثلاث سنوات بفضل همة واقدام وايمان وشجاعة القائمين علي جمعية المواساة وأصر محمد فهمي عبد المجيد أن يكون بناء المستشفي علي أحدث النظم، وأن يكون مثلا يحتذي به، وتحقيقا لهذا الإصرار سافر محمد فهمي عبد المجيد ومعه سكرتير الجمعية وأحد أصدقائه الأوفياء محمد سعيد جميعي الي ألمانيا للاطلاع علي أحدث المستشفيات بها وهو مستشفي مارتن لوثر، ليكون نموذجا لمستشفي المواساة ولجمعه لثلاثة عناصر أساسية هي المنفعة والبساطة والاقتصاد
- تم استدعاء المهندس الإخصائي الذي قام بتشييد مستشفي مارتن لوثر ببرلين، وهو الهر ارنست كوب، الذي حضر إلي الإسكندرية في1930/7/20، وعاين الأرض ووضع التصميمات الهندسية والرسومات التفصيلية الخاصة بالمستشفي
- 1931/11/22 بدأت الأعمال لإنشاء مستشفي المواساة التي صادفها الكثير من الصعاب المالية اللازمة لتنفيذ هذا المشروع، الأمر الذي دفعها الي الحصول علي سلفة من بنك مصر لاستكمال إنشاء المستشفي، وتم رهن العمارة التي تمتلكها الجمعية ضمانا لهذه السلفة، والتي بلغت 30,000 جنيه مصري
- عجزت الجمعية عن الوفاء بسداد القسط الأول للسلفة في يونيو 1934, وبرغم محاولاتها الحصول علي مهلة في السداد فإن البنك أصر علي نزع ملكية العمارة التي تمتلكها جمعية المواساة وكان في تصرفه هذا مكرهاً علي هذا السلوك من القصر، الذي كان يرغب في ارساء مناقصة بناء المستشفي علي أحد أعوانه
- رفض فهمي عبد المجيد الخضوع بإعطاء مقاولة البناء لشخص معين.. فكانت أول ضربة وجهت للجمعية امتناع الملك السابق فؤاد عن حضور حفل وضع حجر الأساس للمستشفي وكانت الثانية صدور الأمر لبنك مصر باستعمال منتهي القسوة والشدة في معاملته للجمعية
- تمكنت الجمعية من الخروج من هذا المأزق بإصدار يانصيب علي العمارة، كان الأول من نوعهة في القطر المصري ونجح اليانصيب نجاحا منقطع النظير، وأقبل الناس عليه، وحقق للجمعية ربحا بلغ نحو 60,000 جنيه مصري، وسددت جميع الديون التي علي الجمعية لبنك مصر.
- عرضت الجمعية علي القصر أن يحضر الملك فؤاد حفلة رسمية تقام في نوفمبر 1935 لافتتاح المستشفي غير أن حاشيته أشارت عليه بعدم حضور هذا الحفل بدعوي أنه مشروع غير ناجح.

## الافتتاح الرسمي
- عقب وفاة الملك فؤاد في 1936 /4/28 رأي رجال المواساة أن يسعوا لتصفية الجو بين الجمعية والقصر، وتم بالفعل إقامة حفل خيري في1936/10/3 تحت رعاية وحضور الملك فاروق ، كما تم افتتاح المستشفي رسميا في1936/11/12 وشاهد الملك جميع أقسام المستشفي وأجنحته والأجهزة فوق الحديثة المزودة به، ووجه ثناء لرجال المواساة وتقديرا خاصا للمرحوم محمد فهمي عبد المجيد علي ما بذلوه من جهود جبارة في اتمام مشروعهم العظيم، كما زارت الملكة نازلي والأميرات المستشفي وقدمن تبرعا له، وتوسعت أعمال المستشفي بإنشاء مستوصفات وتوسيع العيادة الخارجية، وإقامة مسجد المواساة الذي أنشئ عام1937 وبلغت تكاليفه10,000 جنيه.

## صدامه مع رجال القصر والوفاة
- اراد رجال القصر استعمال المستشفي في علاج اسرهم مجانا، فرفض مجلس الإدارة وعندما اقامت الجمعية حفلة خيرية بمسرح الهمبرا (سينما الهمبرا بعد ذلك بشارع صفية زغلول وقد تم تحويلها لمعرض كتاب الآن) في أكتوبر من عام 1938 يحضرها الملك فاروق أصر رجال القصر علي منع محمد فهمي عبد المجيد رئيس الجمعية من القاء كلمة الترحيب، وصمموا علي أن يلقي الكلمة أحد أطباء المستشفي، وواجه مؤسس وبطل المواساة هذا التحدي بالامتناع عن حضور الحفلة واستقبال الملك وازاء هذا التحدي اجبر محمد فهمي عبد المجيد علي الاستقالة بل والغيت وظيفة وكيل عام مصلحة الجمارك التي كان يشغلها، وكان معني ذلك احالته إلي المعاش، وهو في سن التاسعة والاربعين، ثم توفي في 15 يناير 1943 وهو كسير القلب مهضوم الحق، ولكنه انصف بعد رحيل الملك فاروق، واقيم له تمثال نصفي ولوحة تذكارية عند مدخل المستشفي بشارع جمال عبد الناصر أمام كلية الهندسة.